# Benjamin Perez (Teksas)
Benjamin Perez je naseljeno mjesto za statističke potrebe u američkoj saveznoj državi Teksas. Prema popisu stanovništva iz 2010. u njemu je živjelo 34 stanovnika.